# 誓願寺 (岐阜市)
誓願寺（せいがんじ）は岐阜県岐阜市伊奈波通りにある、浄土宗西山禅林寺派の寺院で、本尊は阿弥陀如来。岐阜立政寺の末寺である。重要文化財に指定された鎌倉時代の絹本著色兜率天曼荼羅図を所蔵する。

## 歴史
創建不詳。開山は悦空善讃と伝わる。もとは尾張国清洲に所在していたが織田信長が住職の岩空上人に帰依していたため、岐阜に入城した際に岐阜市下竹町に移された。その後、善光寺如来が岐阜市伊奈波通りの善光寺に移された際に現在地に移転している。織田信長が本能寺で横死するとそこで亡くなった人々のために墓碑が建立された。その後岐阜城主となった池田輝政も当寺を保護し、制札を付与している。
寺宝の絹本著色兜率天曼荼羅図は鎌倉時代作とされる優品で、弥勒信仰の広まりを考証する上で重要であるとして平成29年（2017年）に国の重要文化財に指定された。また、鎌倉時代から南北朝時代にかけての涅槃図と当麻曼荼羅図も所蔵し共に平成10年（1998年）に岐阜市指定有形文化財となっている。ほかに、池田氏の画像を有する。

## 文化財

### 国指定重要文化財
- 絹本著色兜率天曼荼羅図

### 岐阜市指定文化財
- 絹本著色涅槃図
- 絹本著色当麻曼荼羅図